# Vous n'avez rien à déclarer ? (film, 1959)
Pour les articles homonymes, voir Vous n'avez rien à déclarer ?.
Pour plus de détails, voir Fiche technique et Distribution.
Vous n'avez rien à déclarer ? est un film français réalisé par Clément Duhour, sorti en 1959, adaptation de la pièce éponyme de Maurice Hennequin et Pierre Veber, représentée au Théâtre des nouveautés en octobre 1906 et publiée chez Stock la même année.

## Synopsis
Paulette Dupont (Michèle Girardon), fille du député du Jura maritime Alfred Dupont (Pierre Mondy), est promise à sa sortie du couvent au fils (Jean Poiret) du comte de Trivelin (Jean Tissier). Paulette ne connaît rien de la vie et ne connaît pas Trivelin, elle demande à un ami d’enfance, Désiré Labaule (Darry Cowl) d'empêcher ce mariage. Ce dernier fait gaffe sur gaffe et ne peut empêcher le mariage. Il cherche à en empêcher la consommation : déguisé en douanier, il fait irruption dans le wagon de lit de la nuit de noces, et hurle « Vous n’avez rien à déclarer », traumatisant Trivelin, le rendant incapable de jouer son rôle de mari, continuant à le poursuivre et chaque fois intervenir au moment crucial.
Au retour du voyage de noces, la famille presse Paulette de questions, que celle-ci ne comprend pas : elle se demande toujours ce que Trivelin aurait dû faire et qu'il n'a pas fait. Furieuse, la famille donne 3 jours au mari pour consommer le mariage, faute de quoi le divorce sera prononcé. Ce dernier appelle au secours le médecin de Dupont et parrain de Paulette (Michel Serrault). Celui-ci lui suggère de se faire guérir de son complexe par une femme de petite vertu. Trivelin, suivi comme son ombre par Labaule, se dirige vers Gloria (Madeleine Lebeau), une courtisane qui remercie de ses faveurs les acheteurs de ses tableaux hors de prix (en réalité peints par un prix de Rome : Raymond Devos).
Or Gloria est la maîtresse de Dupont, que rencontre chez elle Trivelin qui a aussi comme client Alfred Dupont, le père de Paulette, et s'avère la femme de Frontignac (Jean Richard), un marchand de chameaux d'Algérie, qui la cherche chez tous les Dupont de Paris, ignorant pour lequel elle l'avait abandonné… Labaule complotant pour perdre Trivelin en subtilisant ses vêtements et appelant la mère de Paulette (Jacqueline Maillan) pour constater son infidélité, un ahurissant vaudeville fait passer de l'un à l'autre le mistigri, en même temps qu'ils empruntent les unes après les autres en caleçon l'une ou l'autre des multiples portes de l'appartement.
Il se poursuivra jusque chez Dupont, après son arrestation et sa libération, pour le dénouement...

## Fiche technique
- Réalisation et production: Clément Duhour
- Scénario : Gilbert Bokanowski, Pierre-Gilles Veber, Serge Veber, Clément Duhour, adaptation de la pièce éponyme de Maurice Hennequin (1863-1926) et Pierre Veber (1869-1942)
- Dialogues additionnels : Serge Veber
- Musique, selon les crédits : Hubert Rostaing (éditions Robert Salvet), dirigée par André Hodeir ; la musique est souvent attribuée à Maurice Jarre, non crédité
- Directeur de la photographie : Robert Lefebvre
- Opérateur : Roger Delpuech, assisté de Gaston Muller et Claude Robin
- Décors : Jean Douarinou
- Montage : Paulette Robert, assistée de Étiennette Muse
- Son : Jean Monchablon, assisté de Max Olivier et Edmond Barthélemy - Enregistrement sonore Magnaphone
- Assistant réalisateur : Georges Casati, Jean-Claude Devernet
- Maquillage : Lina Gallet
- Photographe de plateau : Jean Klissak
- Scripte : Francine Corteggiani
- Régiseur : Charles Lahet
- Régisseur extérieur : Roger Bar
- Production : C.L.M, G.F.F
- Directeur de production : Gilbert Bokanowski
- Distribution : Sirius
- Genre : Comédie
- Tournage du 15 janvier au 9 février 1959, dans les studios de Boulogne
- Les meubles viennent des Galeries Barbès
- Les fourrures sont de Marcel George
- Les coiffures sont créées et exécutées par Jean Clément
- Tirage : Laboratoire G.T.C Joinville
- Année : 1959
- Pays d'origine :  France
- Durée : 95 min
- Pellicule 35 mm, Noir et blanc
- Première présentation le 29 août 1959
- Affiche : Clément Hurel (France)

## Distribution
- Darry Cowl : Désiré Labaule
- Pierre Mondy : Alfred Dupont
- Jean Poiret : Robert de Trivelin
- Jacqueline Maillan : Gladys Dupont
- Michèle Girardon : Paulette Dupont
- Madeleine Lebeau : Gloria Frontignac
- Jean Richard : Marius Frontignac
- Michel Serrault : Dr. Emile Couzan
- Marie-José Nat : Lise Dupont
- Pauline Carton : Mélanie
- Jean Tissier : Le comte de Trivelin
- Maria Vincent : Mariette
- Raymond Devos : Le peintre, prix de Rome
- Yvon Pétra : Dans son propre rôle
- Jacques Bertrand
- Maurice Brutus
- Yvonne Hébert
- Françoise Jacquier

## Autour du film
C'est la troisième version de l'adaptation de la pièce de Hennequin et Veber :
- Une première version avait été tournée en 1916[1], réalisé par Marcel Simon  et interprétée par Marcel Simon et Madeleine Guitty ;
- Une deuxième version a été réalisée par Léo Joannon en 1937, avec Raimu, Pierre Brasseur et Pauline Carton.